# Nerax aestuans
Nerax aestuans là một loài ruồi trong họ Asilidae. Nerax aestuans được Linnaeus miêu tả năm 1763.